# NGC 5876
NGC 5876 é uma galáxia espiral barrada (SBab) localizada na direcção da constelação de Boötes. Possui uma declinação de +54° 30' 23" e uma ascensão recta de 15 horas, 09 minutos e 31,4 segundos.
A galáxia NGC 5876 foi descoberta em 11 de Junho de 1885 por Lewis A. Swift.